# Мессер, Павел Владимирович
Павел Владимирович Мессер (13 марта 1883 — 1938) — военный моряк, начальник Главного Гидрографического Управления флота, разработчик проекта перехода СССР на поясное время.

## Происхождение
Потомственный дворянин Санкт-Петербургской губернии. Православный. Родился в столице Российской империи — Санкт-Петербурге, в семье офицера флота (отец затем – вице-адмирал).

## Биография
- 13 (25) сентября 1886 года зачислен в Морской кадетский корпус.
- 1 (13) сентября 1899 гола — младший унтер-офицер, действительная служба. Награждён знаком в память 200-летнего юбилея Морского корпуса (1901).
- 6 (19) мая 1902 года — мичманом зачислен в 1-й флотский экипаж.
- 13 (26) мая 1902 года — вахтенный начальник учебного судна «Европа».
- 2 (15) ноября 1902 года — младший штурманский офицер крейсера «Баян».
- 12 (25) мая 1903 года назначен к поступлению в Минный офицерский класс.
- 25 мая (7 июня) 1903 года — вахтенный начальник миноносца № 130 или № 116.
- 2 (15) октября 1903 года прикомандирован к Управление морской обороны Балтфлота.
- 10 (23) октября 1903 года зачислен в Минный офицерский класс.
- 15 (28) марта 1904 года — вахтенный офицер и исполняющий должность минёра крейсера «Африка».
- 23 августа (5 сентября) 1904 года зачислен в минные офицеры 2-го разряда.
- 7 (20) сентября 1904 года — минный офицер учебного судна «Европа».
- 18 сентября (1 октября) 1904 года — учитель минной школы Управления морской обороны.
- 23 октября (5 ноября) 1904 года — минный офицер эсминца «Громящий».
- 1 (14) ноября 1904 года — вновь учитель минной школы УМО.
- 6 (19) ноября 1904 года — командир 3-й роты учебного судна «Двина» УМО БФ.
- 15 (28) ноября 1904 года — опять минный офицер крейсера «Африка».
- 23 декабря 1904 года (5 января 1905) — минный офицер 2-го разряда. Участник войны 1904—1905 годов. Участник похода 2-й Тихоокеанской эскадры. Старший штурманский офицер (по другим данным старший минный офицер) броненосца береговой обороны «Генерал-адмирал Апраксин» в ходе Цусимского похода и сражения. В японском плену с 14 (27) мая 1905 года после сдачи отряда контр-адмирала Небогатова; 3 (16) марта 1906 года освобождён из плена. Предан суду по делу о сдаче судов эскадры контр-адмирала Небогатова (сентябрь 1906). По предъявленному обвинению (22 ноября (5 декабря) 1906) признан невиновным приговором особого присутствия Военно — морского суда Кронштадтского порта (11.12.1906). 15 (28) января 1907 года зачислен в запас флота по Петергофскому уезду. Освобождён от суда и следствия (22 января (4 февраля) 1907).
- 1 (14) июля 1909 года возвращён на службу, зачислен в береговой состав флота. Служил в Главном гидрографическом управлении в должности младшего делопроизводителя восьмого класса в 1909—1910 годах.
- 11 (24) мая 1910 года награждён золотым знаком в память окончания полного курса наук Морского кадетского корпуса.
- 1 (14) октября 1910 года отчислен от должности, зачислен во 2-й Балтийский флотский экипаж.
- В 1911—1913 годах обучался на гидрографическом отделении Николаевской морской академии. Предоставлено право ношения серебряного знака об окончании курса наук Николаевской морской академии (1913). 3 (16) мая 1913 года окончил основной и дополнительный курс гидрографического отдела Николаевской морской академии. С 6 (19) декабря 1912 года — лейтенант.
- В 1913 году откомандирован в распоряжение Николаевской главной астрономической обсерватории в Пулково для практических занятий. В июле 1914 года окончил курс высшей геодезии и практической астрономии при Николаевской главной астрономической обсерватории в Пулково.
- 28 июля (10 августа) 1914 года временно назначен в Гидрографическое управление.
- 1 (14) января 1915 года (по другим данным, 22 марта (4 апреля) 1915) — старший лейтенант за отлично-ревностную службу и особые требования, вызванные обстоятельствами войны.
- В августе-сентябре 1915 — производитель работ 1-й партии Отдельной съёмки Балтийского моря.
- 18 (31) января 1916 года — штатный преподаватель Е. И. В. Наследника Цесаревича Морского корпуса.
- 8 (21) мая 1916 года убыл во Владивосток с гардемаринами на правах старшего училищного офицера, с 24 мая (6 июня) по 23 августа (5 сентября) 1916 года — в плавании с гардемаринами на вспомогательном крейсере «Орёл» Сибирской флотилии. 22 июля (4 августа) 1916 года назначен исполняющим обязанности помощника инспектора классов, 2 (15) мая 1917 года — исполняющим должность помощника инспектора классов Морского училища. 8 (21) июня 1917 года — отчислен от должности.
- В 1917 году исполнял должность редактора карт Главного гидрографического управления.
- В 1917—1918 годах — начальник картографической части Главного гидрографического управления.
- В 1918 году — редактор карт и начальник Главного гидрографического управления флота.
- В 1919 году — начальник геодезической части Главного гидрографического управления.
- В 1920—1922 годах — начальник гидрографического управления. Разработчик проекта перехода СССР на поясное время.
- В 1922 году — начальник Научно-технического отдела Главного Гидрографического управления, почётный сотрудник ГГУ.
- В 1923—1937 годах — старший руководитель цикла предметов Морской академии (по 1927) и начальник картографического отдела Гидрографического управления.
- 19 января 1931 года арестован ОГПУ. Отсутствует в Ежегоднике личного состава флота за 1932 год[1][2], так как находился под следствием в Бутырской тюрьме.
- В декабре 1932 года был освобождён за недоказанностью вины.
- 15 ноября 1932 года восстановлен в кадрах РККФ, начальник 1-го сектора Гидроуправления УВ СМ.
- В 1937 году вторично арестован и репрессирован[3], умер в тюрьме в 1938 году.

## Семья
Жена, Вера Эммануиловна Мессер, в 1931 году сотрудница Главного Гидрографического управления, арестована ОГПУ по одному делу с мужем в 1931 году.

## Награды
- Светло — бронзовая медаль на Георгиевской и Александровской ленте в память Русско — японской войны 1904—1905 (1906).
- Светло — бронзовая медаль в память 300 — летия Царствования дома Романовых (1913).
- Орден Святого Станислава 3-й степени (06.04.1914) и 2-й степени (06.12.1916).
- Орден Святой Анны 3-й степени (06.12.1915).
- Светло — бронзовая медаль в память 200 — летия Гангутской победы (1915).

В честь П. В. Мессера назван мыс Мессера (Антарктида, 66°21′ ю.ш., 114°20′ в.д., мыс открыт и нанесён на карту в 1958 году).